# Virtude

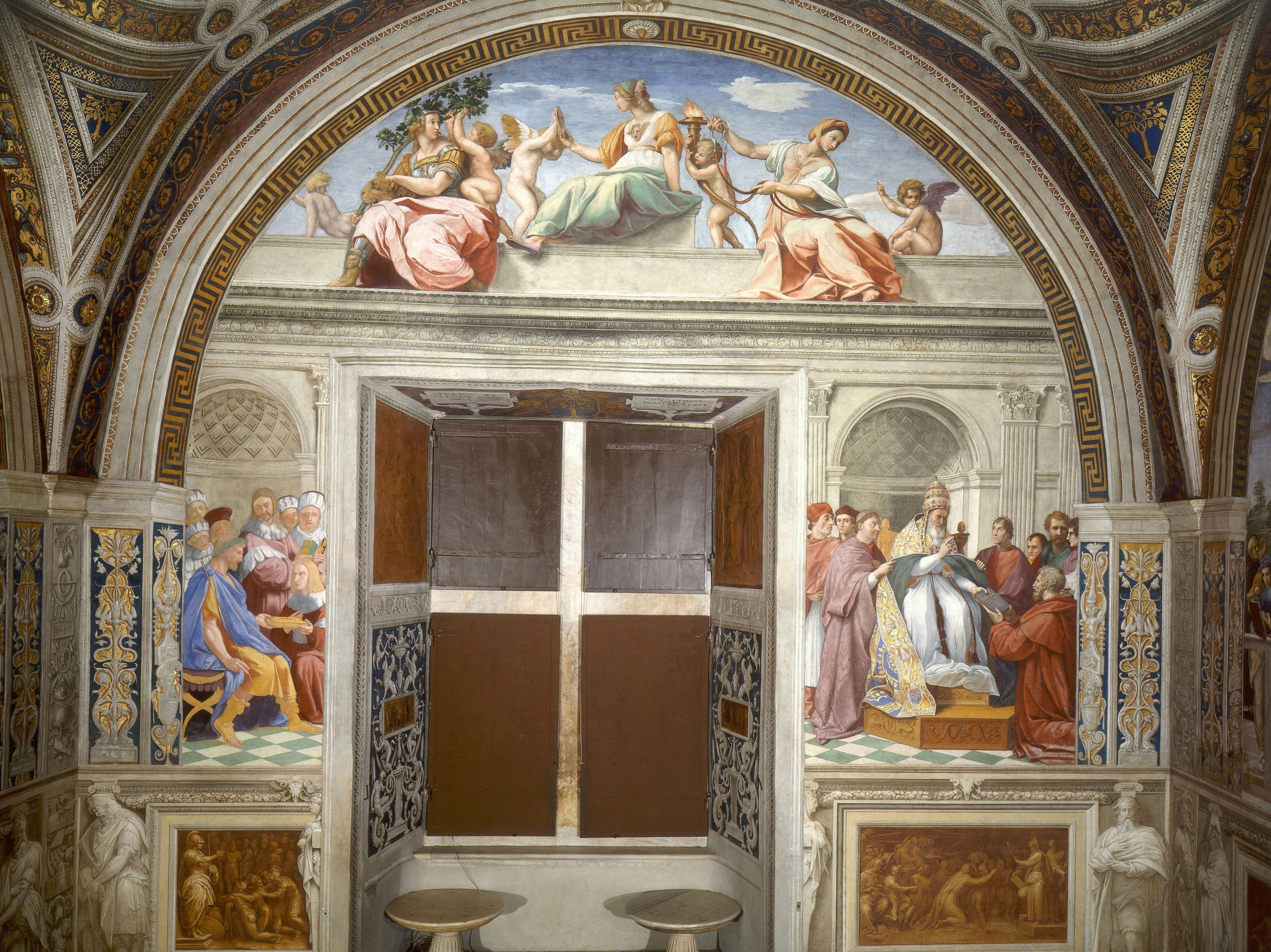
Virtudes Cardeais e Teologais por Rafael, 1511

Uma virtude (em latim: virtus) é uma característica de excelência, incluindo características que podem ser morais, sociais ou intelectuais. O cultivo e o refinamento da virtude são considerados o “bem da humanidade” e, portanto, são valorizados como um propósito final da vida ou um princípio fundamental do ser. Na ética prática humana, uma virtude é uma disposição para escolher ações que consigam demonstrar elevados padrões morais: fazer o que está certo e evitar o que é errado num determinado campo de atividade, mesmo quando fazê-lo possa ser desnecessário de uma perpetiva utilitarista. Quando alguém sente prazer em fazer o que está certo, mesmo quando é difícil ou inicialmente desagradável, pode estabelecer a virtude como um hábito. Diz-se que tal pessoa é virtuosa (em latim: virtuōsus) por ter cultivado tal disposição. O oposto da virtude é o vício, e a pessoa viciosa sente prazer em cometer erros habituais em seu detrimento.
Outros exemplos deste conceito incluem o conceito de mérito nas tradições asiáticas, bem como De (em chinês 德). Os quatro brahmavihara do budismo (lit.  "Estados Divinos") podem ser considerados virtudes no sentido europeu.

## Etimologia
Os antigos romanos usavam a palavra latina virtus (derivado de vir, a sua palavra para homem) para se referir a todas as "excelentes qualidades dos homens, incluindo força física, conduta valorosa e retidão moral". As palavras francesas vertu e virtu vieram desta raiz latina. A palavra virtude "foi emprestada para o inglês no século XIII". Em português a palavra "virtude" tem origem no latim virtus.

## História

### Antigo Egito

Maat, para os antigos egípcios, personificava a virtude da verdade e da justiça. A sua pena representa a verdade.

Maat (ou Ma'at) era a antiga deusa egípcia da verdade, equilíbrio, ordem, lei, moralidade e justiça. A palavra maat também foi usada para referir-se a estes conceitos. Maat também foi retratada como reguladora das estrelas, das estações e das ações dos mortais e das divindades. As divindades estabeleceram a ordem do universo a partir do caos no momento da criação. A sua contraparte (ideológica) era Isfet, que simbolizava o caos, as mentiras e a injustiça.

### Antiguidade greco-romana

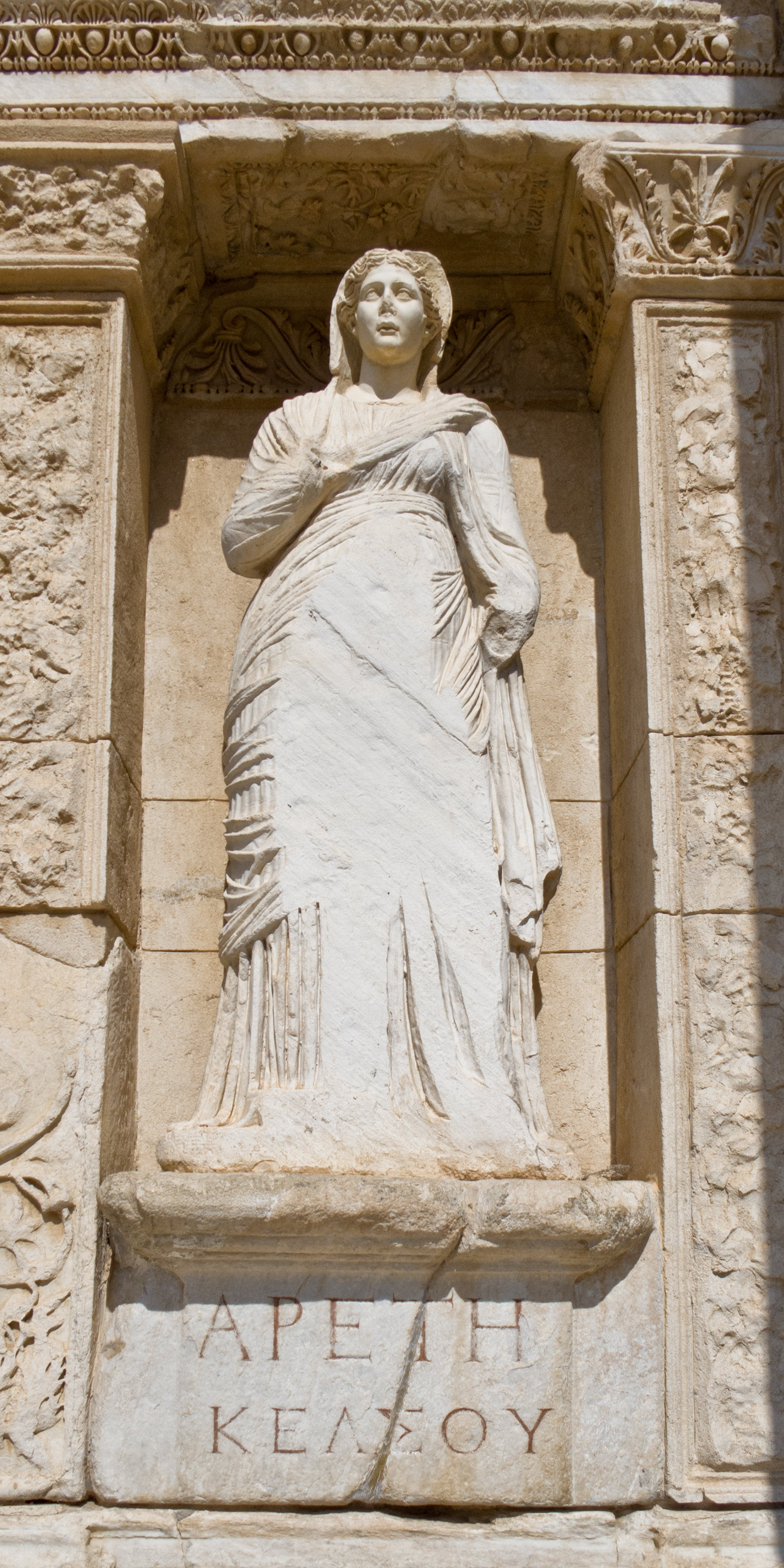
Personificação da virtude (Ἀρετή) na Biblioteca de Celso em Éfeso, Turquia

### Virtude platónica
As quatro virtudes cardinais clássicas são:
- Prudência (φρόνησις, phrónēsis; em latim: prudentia; também Sabedoria, Sophia, sapientia), a capacidade de discernir o curso de ação apropriado a ser tomado numa determinada situação no momento apropriado.
- Fortaleza (ἀνδρεία, andreía; em latim: fortitudo): também chamada de coragem, tolerância, força, resistência e capacidade de enfrentar o medo, a incerteza e a intimidação.
- Temperança (σωφροσύνη, sōphrosýnē; em latim: temperantia): também conhecida como contenção, a prática do autocontrolo, abstenção, discrição e moderação para moderar o desejo. Platão considerava sōphrosynē, que também pode ser traduzido como sensatez, a virtude mais importante.
- Justiça (δικαιοσύνη, dikaiosýnē; em latim: iustitia): também considerada como justiça;[5] a palavra grega também tem o significado de justiça.

Esta enumeração remonta à filosofia grega e foi listada por Platão, que também acrescentou piedade ( ὁσιότης, hosiotēs) e substituiu a prudência pela sabedoria. Alguns estudiosos consideram qualquer uma das quatro combinações de virtudes acima como mutuamente redutíveis e, portanto, não cardinais.
Não está claro se Platão subscreveu uma visão unificada das virtudes. Em Protágoras e Ménon ele afirma que as virtudes separadas não podem existir independentemente e oferece como evidência as contradições de agir com sabedoria, mas de forma injusta; ou agindo com bravura (força), mas sem sabedoria.

#### Virtude aristotélica
Na sua Ética a Nicómaco, Aristóteles definiu uma virtude como um ponto entre uma deficiência e um excesso de um traço. O ponto de maior virtude não está exatamente no meio, mas num meio-termo áureo, às vezes mais próximo de um extremo do que do outro. Contudo, a ação virtuosa não é simplesmente o “meio-termo” (matematicamente falando) entre dois extremos opostos. Como diz Aristóteles na Ética a Nicómaco: “nos momentos certos, nas ocasiões certas, e para as pessoas certas, e com o objeto certo, e da maneira certa, é o caminho certo e o melhor caminho, e estes são características da virtude”. Por exemplo, a generosidade é uma virtude entre os dois extremos da avareza e do esbanjamento. Outros exemplos incluem a coragem entre a covardia e a imprudência e a confiança entre a autodepreciação e a presunção. No sentido de Aristóteles, uma virtude é uma excelência em ser humano.

##### Virtudes intelectuais
Aristóteles também identifica as "virtudes intelectuais" do conhecimento, da arte, do julgamento prático, da intuição e da sabedoria.

#### Virtudes Romanas
O próprio termo virtude é derivado do latim “virtus" (cuja personificação era a divindade Virtus), e tinha conotações de "masculinidade", "honra", merecimento de respeito deferente e dever cívico como cidadão e soldado. Esta virtude era apenas uma das muitas virtudes que se esperava que os romanos de bom caráter exemplificassem e transmitissem através das gerações, como parte do mos maiorum; tradições ancestrais que definiram a "romanidade" . Os romanos distinguiam entre as esferas da vida privada e pública e, assim, as virtudes também eram divididas entre aquelas consideradas pertencentes ao domínio da vida familiar privada (conforme vividas e ensinadas pelo paterfamilias), e aquelas esperadas de um cidadão romano íntegro.
A maioria dos conceitos romanos de virtude também foram personificados como uma divindade numinosa. As principais virtudes romanas, tanto públicas quanto privadas, eram:
| Latim      | Português                     | Descrição |
| Abundantia | Abundância ou Prosperidade    | O ideal de haver comida e prosperidade suficientes para todos os segmentos da sociedade, personificado pela Abundantia. Uma virtude pública. |
| Auctoritas | Autoridade Espiritual         | O sentido de posição social, construída através da experiência, Pietas e Industria. Esta era considerada essencial para a capacidade de um magistrado de fazer cumprir a lei e a ordem. |
| Comitas    | Humor                         | Naturalidade de comportamento, cortesia, abertura e simpatia. |
| Constantia | Perseverança ou Coragem       | Resistência militar, bem como resistência mental e física geral diante das adversidades. |
| Clementia  | Misericórdia                  | Suavidade e gentileza, e a capacidade de deixar de lado transgressões anteriores, personificadas por Clementia. |
| Dignitas   | Dignidade                     | Um sentido de valor próprio, respeito próprio pessoal e auto-estima. |
| Disciplina | Disciplina                    | Considerada essencial para a excelência militar; também conota adesão ao ordenamento jurídico e à defesa dos deveres de cidadania, personificados pela Disciplina. |
| Fides      | Boa Fé                        | Confiança mútua e negociações recíprocas tanto no governo como no comércio (assuntos públicos), uma violação significava consequências jurídicas e religiosas, personificadas pela Fides. |
| Firmitas   | Tenacidade                    | Força de espírito e capacidade de cumprir o propósito em questão sem vacilar. |
| Frugalitas | Frugalidade                   | Economia e simplicidade no estilo de vida. |
| Gravitas   | Gravidade                     | Um sentido da importância do assunto em questão; responsabilidade e ser sincero. |
| Honestas   | Respeitabilidade              | A imagem e a honra que alguém apresenta como membro respeitável da sociedade. |
| Humanitas  | Humanidade                    | Refinamento, civilização, aprendizagem e cultura geral. |
| Industria  | Industriosidade ou Diligência | Trabalho duro. |
| Innocencia | Intregridade                  | Dar sem antecipar reconhecimento ou ganho pessoal. No centro deste conceito estava um compromisso inabalável com a incorruptibilidade, evitando o uso indevido de cargos públicos para benefício pessoal, visto que isso era considerado uma grave afronta aos valores romanos, prejudicial ao bem-estar individual e comunitário. |
| Laetitia   | Alegria ou Contentamento      | A celebração da ação de graças, por vezes da resolução de crises, uma virtude pública. |
| Nobilitas  | Nobreza                       | Homem de bela aparência, merecedor de honra, posição social altamente estimada e, ou, nobreza de nascimento, virtude pública. |
| Justitia   | Justiça                       | Sentido de valor moral de uma ação; personificada pela deusa Iustitia, a contraparte romana da grega Témis. |
| Pietas     | Obediência                    | Mais do que piedade religiosa; um respeito pela ordem natural: social, política e religiosamente. Inclui ideias de patriotismo, cumprimento de obrigações piedosas para com os deuses e honrar outros seres humanos, especialmente em termos da relação patrono e cliente considerada essencial para uma sociedade ordenada.       |
| Prudentia  | Prudência                     | Visão, sabedoria e discrição pessoal. |
| Salubritas | Salubridade                   | Saúde e limpeza geral, personificadas na divindade Salus. |
| Severitas  | Severidade                    | Autocontrolo, considerado diretamente ligado à virtude da seriedade. |
| Veritas    | Veracidade                    | Honestidade no trato com os outros, personificada pela deusa Veritas. Veritas, sendo a mãe de Virtus, era considerada a raiz de toda virtude; uma pessoa que vivia uma vida honesta estava fadada a ser virtuosa. |
| Virtus     | Masculinidade                 | Valor, excelência, coragem, caráter e valor. Vir significa "homem" em latim. |

### Índia Antiga

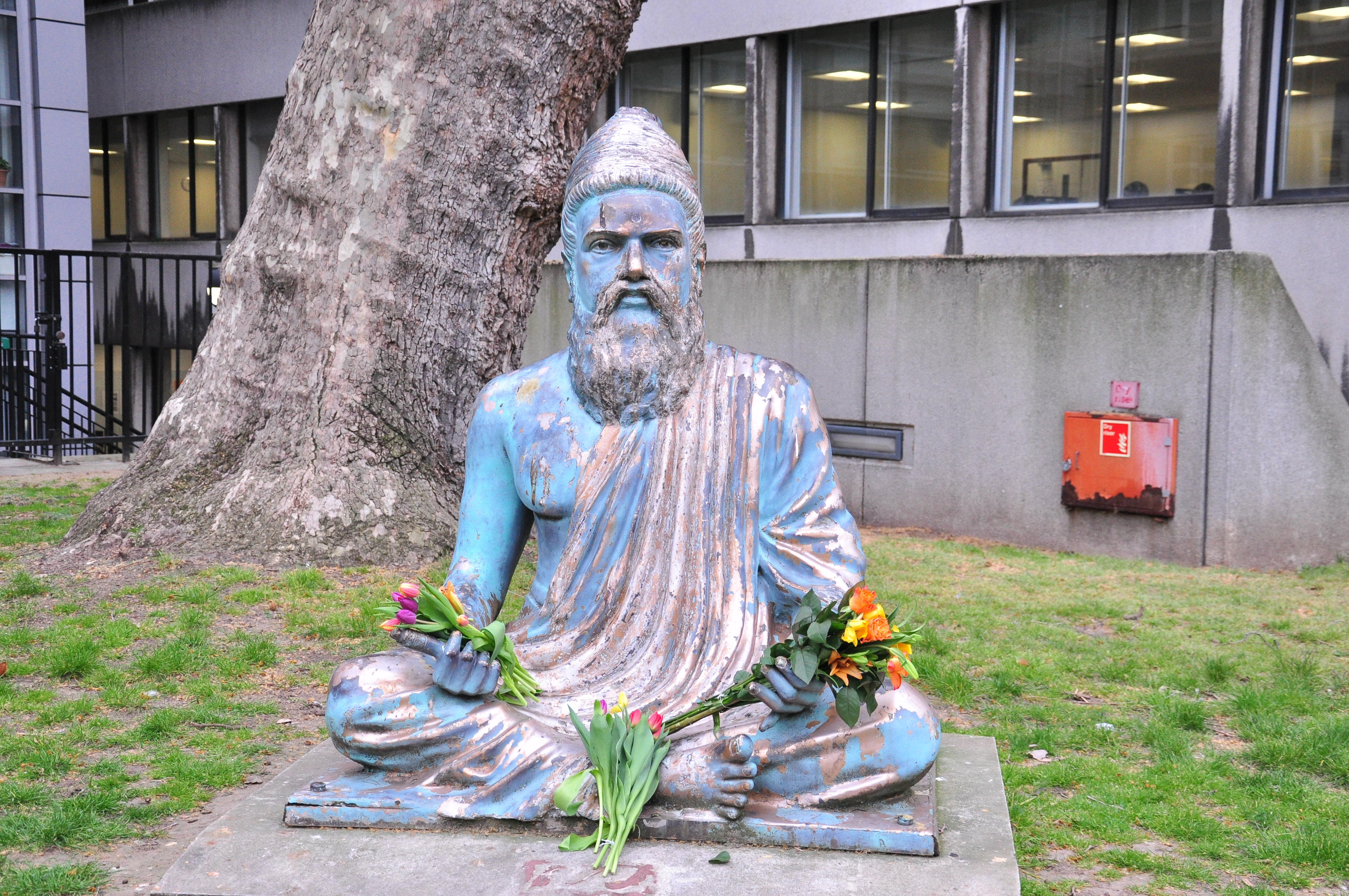
Valluvar (estátua na SOAS, Universidade de Londres).

Embora as escrituras religiosas geralmente considerem dharma ou aṟam (o termo Tamil para virtude) como uma virtude divina, Valluvar descreve-a como um modo de vida e não como qualquer observância espiritual, um modo de vida harmonioso que leva à felicidade universal. Por esta razão, Valluvar mantém a aṟam como pedra angular ao longo da escrita da literatura Kural. Valluvar considerava a justiça como uma faceta ou produto da aṟam. Embora muitos antes da sua época opinassem que a justiça não pode ser definida e que era um mistério divino, Valluvar sugeriu que não é necessária uma origem divina para definir o conceito de justiça. Nas palavras de VR Nedunchezhiyan, a justiça, de acordo com Valluvar, "habita nas mentes daqueles que têm conhecimento do critério do certo e do errado; da mesma forma, o engano habita nas mentes que geram a fraude".

### Virtudes cavalheirescas na Europa medieval
No VIII século D.C., por ocasião da sua coroação como Sacro Imperador Romano, Carlos Magno publicou uma lista de virtudes cavalheirescas:
- Amar Deus
- Amar o seu vizinho
- Dar esmola aos pobres
- Divertir estranhos
- Visitar os doentes
- Ser misericordioso com os prisioneiros
- Não fazer mal a ninguém, nem consentir para tal
- Perdoar como você espera ser perdoado
- Resgatar o cativo
- Ajudar os oprimidos
- Defenda a causa da viúva e do órfão
- Pronunciar julgamento justo
- Não concordar com nenhum erro
- Não perseverar na ira
- Evitar o excesso no comer e beber
- Ser humilde e gentil
- Servir o seu senhor feudal fielmente
- Não roubar
- Não cometer perjúrio, nem deixar que outros o façam
- A inveja, o ódio e a violência separam os homens do Reino de Deus
- Defender a Igreja e promover a sua causa.

## Tradições religiosas

### Religiões abraâmicas

#### Fé Bahá'í
Os ensinamentos bahá'ís falam de um "Convénio Maior", sendo universal e infinito, e de um "Convénio Menor" específica para cada religião. Os bahá'ís veem a revelação de Bahá'u'lláh como um convénio menor vinculativo para os seus seguidores. Nos escritos bahá'ís, ser firme no convénio é considerado uma virtude.

#### Cristianismo

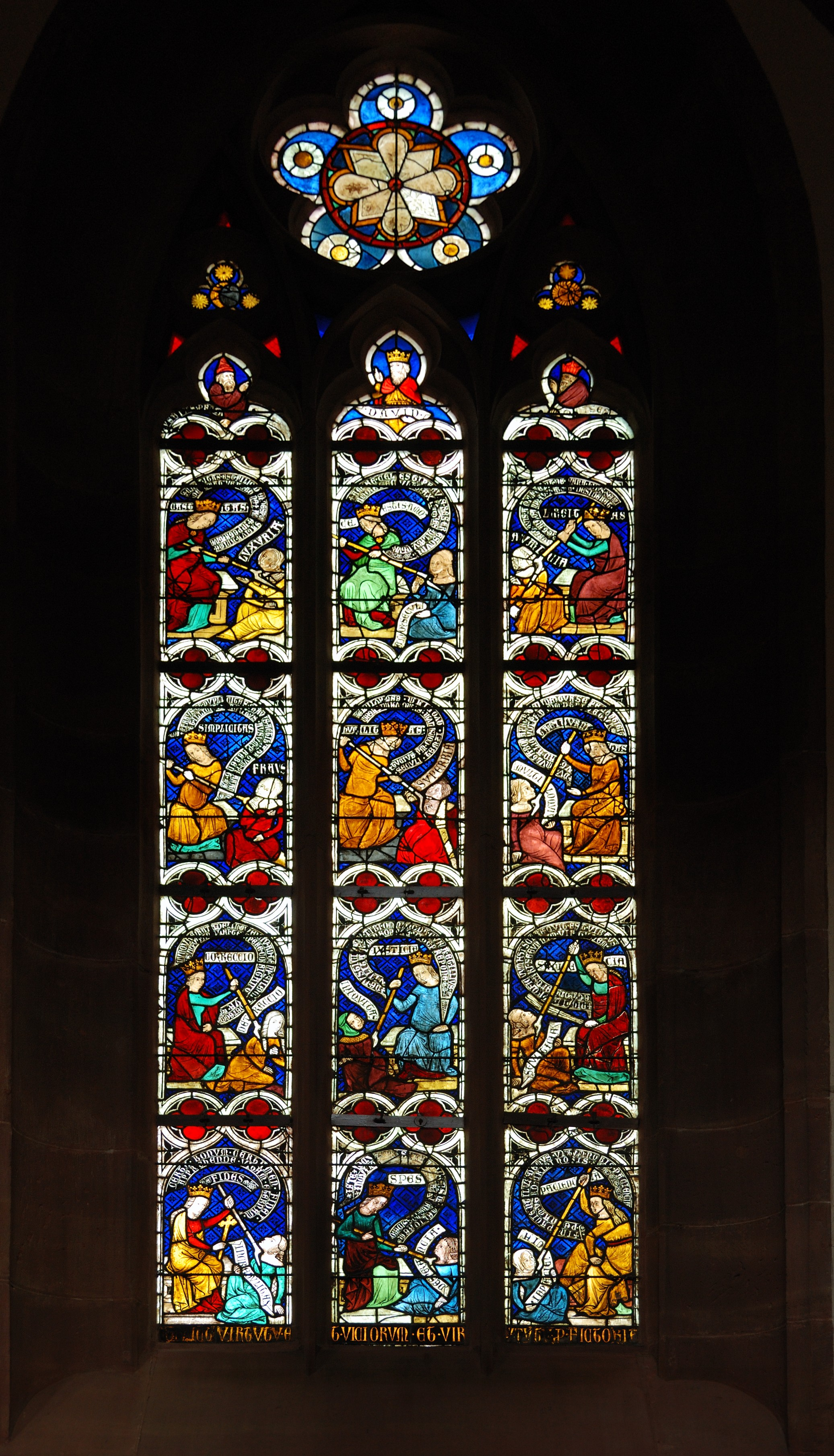
Virtudes combatendo vícios, vitral (século XIV) na Igreja Niederhaslach.

No Cristianismo, as três virtudes teologais são fé, esperança e amor, uma lista que vem de 1 Coríntios 13:13: (νυνὶ δὲ μένει πίστις pistis (fé), ἐλπίς elpis (esperança), ἀγάπη agape (amor), τὰ τρία ταῦτα· μείζων δὲ τούτων ἡ ἀγάπη). O mesmo capítulo descreve o amor como o maior dos três e define ainda o amor como "paciente... gentil... não invejoso, nem presunçoso, nem arrogante, nem rude". (A virtude cristã do amor é às vezes chamada de caridade e outras vezes a palavra grega agape é usada para contrastar o amor de Deus e o amor da humanidade com outros tipos de amor, como amizade ou afeição física.)
Os estudiosos cristãos frequentemente acrescentam as quatro virtudes cardeais clássicas (prudência, justiça, temperança e coragem) às virtudes teologais para dar as sete virtudes celestiais; por exemplo, estas sete são as descritos no Catecismo da Igreja Católica, secções 1803–1829. Na tradição cristã, a coragem ou fortaleza é um dom do Espírito Santo.
A Bíblia menciona virtudes adicionais, como no "Fruto do Espírito Santo", encontrado em Gálatas :5:22–23: "Em contraste, o fruto do Espírito é amor, alegria, paz, paciência, bondade, generosidade, fidelidade, gentileza e autocontrolo. Não existe lei contra tais coisas."
Em 410 D.C., Aurelius Prudentius Clemens listou sete "virtudes celestiais" no seu livro Psychomachia ( Batalha das Almas), que é uma história alegórica de conflito entre vícios e virtudes. Entre as virtudes estavam fides (fé), pudicitia (castidade), paciencia (resistência), mens humilis (humildade), spes (esperança), sobrietas (sobriedade), ratio (razão), operatio (devoção), pax (paz), concordia (harmonia) e sapientia (sabedoria).
Os períodos medieval e renascentista viram vários modelos de pecado, listando os sete pecados capitais e as sete virtudes capitais opostas a cada um:
| Vício    | Latim    | Virtude    | Latim        |
| -------- | -------- | ---------- | ------------ |
| Orgulho  | Superbia | Humildade  | Humilitas    |
| Inveja   | Invidia  | Bondade    | Benevolentia |
| Gula     | Gula     | Temperança | Temperantia  |
| Luxúria  | Luxuria  | Castidade  | Castitas     |
| Fúria    | Ira      | Paciência  | Patientia    |
| Ganância | Avaritia | Caridade   | Caritas      |
| Preguiça | Acedia   | Diligência | Industria    |

#### Islão
No Islão, acredita-se que o Alcorão seja a palavra literal de Deus e a descrição definitiva da virtude, e Maomé é considerado um exemplo ideal de virtude na forma humana. A base da compreensão islâmica da virtude foi a compreensão e interpretação do Alcorão e das práticas de Maomé. A virtude é vista no contexto da submissão ativa a Deus realizada pela comunidade em uníssono.
Os crentes devem “ordenar o que é virtuoso e proibir o que é vicioso” (al-amr bi-l-maʿrūf wa-n-nahy ʿani-l-munkar) em todas as esferas da vida (Alcorão 3:110). Foi concedida à humanidade a faculdade de discernir a vontade de Deus e de cumpri-la.
Mais tarde, estudiosos muçulmanos expandiram detalhadamente a ética religiosa das escrituras. No Hadith (tradições islâmicas), é relatado por An-Nawwas bin Sam'an:

"O Profeta Maomé disse: 'Virtude é boa maneira, e pecado é aquilo que cria dúvida e você não gosta que as pessoas saibam disso.'"— Sahih Muslim, 32:6195
Wabisah bin Ma'bad relatou:
"Fui ao Mensageiro de Deus e ele perguntou-me: 'Você veio perguntar sobre virtude?' Eu respondi afirmativamente. Então ele disse: 'Pergunte ao seu coração sobre isso. A virtude é aquilo que satisfaz a alma e conforta o coração, e o pecado é aquilo que causa dúvidas e perturba o coração, mesmo que as pessoas considerem isso lícito e lhe deem vereditos sobre tais assuntos repetidas vezes.'"— Sunan al-Darimi, 2533
A virtude, vista em oposição ao pecado, é denominada thawāb (mérito ou recompensa espiritual), mas existem outros termos islâmicos para descrever a virtude, como faḍl ("recompensa"), taqwa ("piedade") e ṣalāḥ ("justiça") . De acordo com as crenças muçulmanas, Deus perdoará os pecados individuais, mas o mau tratamento das pessoas e a injustiça para com os outros só podem ser perdoados pelas vítimas e não por Deus.

#### Judaísmo
Amar Deus e obedecer às suas leis, em particular aos Dez Mandamentos, são fundamentais para as conceções judaicas de virtude. A sabedoria é personificada nos primeiros oito capítulos do Livro de Provérbios e não é apenas a fonte da virtude, mas é descrita como a primeira e melhor criação de Deus (Provérbios 8:12-31).
Uma articulação clássica da Regra de Ouro veio do Rabino Hillel, o Velho, do primeiro século. Reconhecido na tradição judaica como um sábio e um erudito, está associado ao desenvolvimento da Mishná e do Talmud e, como tal, é uma das figuras mais importantes da história judaica. Questionado sobre um resumo da religião judaica nos termos mais concisos, Hillel respondeu (supostamente apoiado numa perna só): "Aquilo que é odioso para você, não faça ao seu próximo. Essa é toda a Torá. O resto é comentário; vá e aprenda."

### Religiões orientais

#### Budismo
A prática budista descrita no Nobre Caminho Óctuplo pode ser considerada uma lista progressiva de virtudes.
1. Visão Correta – compreender as Quatro Nobres Verdades (samyag-vyāyāma, sammā-vāyāma).
2. Atenção Plena Correta – capacidade mental de ver as coisas como elas são com consciência clara (samyak-smṛti, sammā-sati).
3. Concentração Correta – concentração saudável da mente (samyak-samādhi, sammā-samādhi).

Os quatro brahmavihara ("Estados Divinos") do Budismo podem ser mais apropriadamente considerados virtudes no sentido europeu. Eles são:
1. Mettā/Maitrī: bondade amorosa para com todos; a esperança de que uma pessoa ficará bem; bondade amorosa é o desejo de que todos os seres sencientes, sem exceção, sejam felizes.[20]
2. Karuṇā: compaixão; a esperança de que os sofrimentos de uma pessoa diminuam; compaixão é o desejo de que todos os seres sencientes estejam livres do sofrimento.[20]
3. Muditā: alegria altruísta nas realizações de uma pessoa, de si mesmo ou de outra; a alegria compassiva é a atitude saudável de regozijar-se com a felicidade e as virtudes de todos os seres sencientes.[20]
4. Upekkhā/Upekṣā: equanimidade, ou aprender a aceitar perdas e ganhos, elogios e culpas, sucesso e fracasso com desapego, igualmente, para si mesmo e para os outros. Equanimidade significa não distinguir entre amigo, inimigo ou estranho, mas considerar todos os seres sencientes como iguais. É um estado mental tranquilo e lúcido – não sendo dominado por delírios, apatia mental ou agitação.[21]

Existem também as Pāramitās ("perfeições"), que são o culminar da aquisição de certas virtudes. No Buddhavaṃsa canónico do Budismo Theravada existem Dez Perfeições (dasa pāramiyo). No Budismo Mahayana, o Sutra do Lótus (Saddharmapundarika), existem Seis Perfeições; enquanto que no Sutra dos Dez Estágios (Dasabhumika), mais quatro Paramitas são listadas.

#### Taoísmo
"Virtude", traduzido do chinês de (德), também é um conceito importante na filosofia chinesa, particularmente no taoísmo. De (chinês: 德, pinyin: dé, Wade–Giles: te) originalmente significava "virtude" normativa no sentido de "caráter pessoal; força interior; integridade", mas semanticamente alterado para "virtude; bondade; moralidade" moral.
Nos primeiros períodos do confucionismo, as manifestações morais de "virtude" incluem ren ("humanidade"), xiao ("piedade filial") e li ("comportamento adequado, realização de rituais"). A noção de ren – segundo Simon Leys – significa “humanidade” e “bondade”. Ren originalmente tinha o significado arcaico de "virilidade" no Livro de Poemas Confucionista, mas progressivamente assumiu matizes de significado ético. Alguns estudiosos consideram as virtudes identificadas no início do confucionismo como filosofia não-teísta.
O conceito taoísta de De, comparado ao confucionismo, é mais subtil, referindo-se à "virtude" ou habilidade que um indivíduo realiza ao seguir o Dao ("o Caminho"). Um valor normativo importante em grande parte do pensamento chinês é que o estatuto social de uma pessoa deve resultar da quantidade de virtude que demonstra, e não do seu nascimento. Nos Analectos, Confúcio explica de da seguinte forma: “Aquele que exerce o governo por meio da sua virtude pode ser comparado à estrela polar norte, que mantém o seu lugar e todas as estrelas voltam-se para ela”. Em períodos posteriores, particularmente a partir do período da dinastia Tang, o confucionismo absorveu e fundiu os seus próprios conceitos de virtudes com os do taoísmo e do budismo.
Existem símbolos que representam a virtude na cultura chinesa. As pinturas clássicas chinesas têm muitos símbolos que representam a virtude. A flor de ameixa representa resiliência e perseverança. Orquídea representa elegância, gentileza e tranquilidade. O bambu representa lealdade, confiabilidade e humildade. Crisântemo representa genuinidade e simplicidade.

#### Hinduísmo
Virtude é um conceito muito debatido e em evolução nas antigas escrituras do Hinduísmo. A essência, a necessidade e o valor da virtude são explicados na filosofia hindu como algo que não pode ser imposto, mas algo que é realizado e vivido voluntariamente por cada indivíduo. Por exemplo, Apastamba explicou assim: “virtude e vício não andam por aí a dizer– aqui estamos!; nem os Deuses, os Gandharvas, nem os ancestrais nos podem convencer – isto é certo, isto é errado; a virtude é um conceito ilusório, exige uma reflexão cuidadosa e sustentada por parte de cada homem e mulher antes de poder tornar-se parte da vida de alguém.
As virtudes levam a punya (पुण्य, vida santa) na literatura hindu; enquanto que os vícios levam ao pap (पाप, pecado). Às vezes, a palavra punya é usada como sinonimo de virtude.
As virtudes que constituem uma vida dármica – isto é, uma vida moral, ética e virtuosa – evoluíram nos Vedas e Upanishads . Com o tempo, novas virtudes foram conceituadas e acrescentadas por antigos estudiosos hindus: algumas substituídas, outras fundidas. Por exemplo, Manusamhita listou inicialmente dez virtudes necessárias para um ser humano viver uma vida dármica: Dhriti (coragem), kshama (paciência e perdão), dama (temperança), asteya (não cobiça/não roubo), saucha (pureza interor), indriyani-graha (controlo dos sentidos), dhi (prudência reflexiva), vidya (sabedoria), satyam (veracidade) e akrodha (liberdade da raiva). Em versos posteriores, esta lista foi reduzida a cinco virtudes pelo mesmo estudioso, ao fundir e criar um conceito mais amplo. A lista mais curta de virtudes passou a ser: Ahimsa (não violência), dama (autocontrolo), asteya (não cobiça/não roubo), saucha (pureza interior) e satyam (veracidade).
O Bhagavad Gita – considerado um dos epítomes da discussão histórica hindu sobre virtudes e um debate alegórico sobre o que está certo e o que está errado – argumenta que algumas virtudes não são necessariamente sempre absolutas, mas às vezes relacionais. Por exemplo, explica que uma virtude como Ahimsa deve ser reexaminada quando alguém se depara com guerra ou violência devido à agressividade, imaturidade ou ignorância de outros.

#### Jainismo

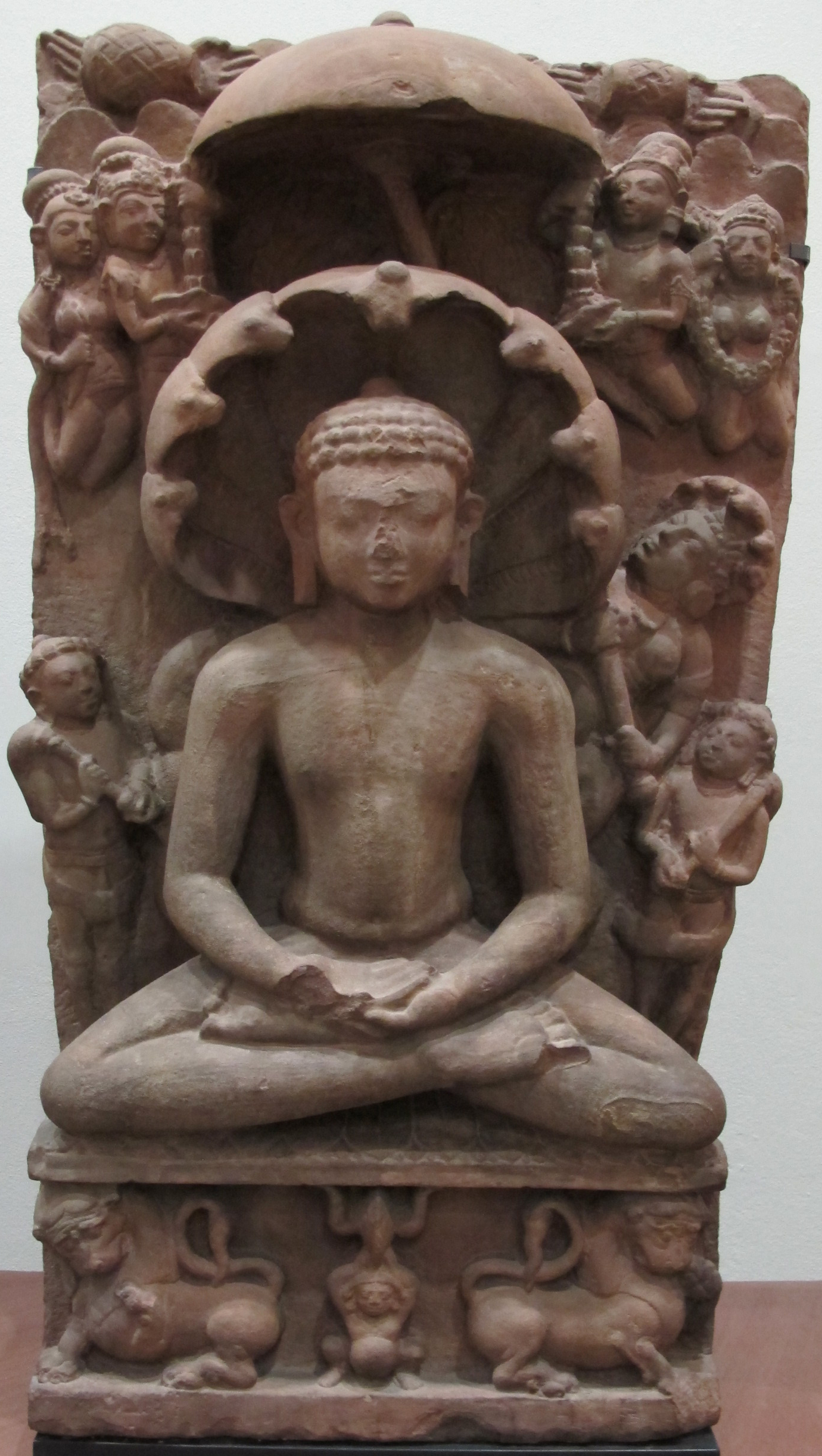
Parshwanatha, o portador da tocha de ahimsa.

No Jainismo, a obtenção de kaivalya só é possível se o buscador possuir certas virtudes. Todos os jainistas devem fazer os cinco votos de ahimsa (não violência), satya (veracidade), asteya (não roubar), aparigraha (não apego) e brahmacharya (celibato) antes de se tornarem monges. Estes votos são estabelecidos pelos Tīrthaṅkaras. Outras virtudes que devem ser seguidas tanto pelos monges quanto pelos leigos incluem o perdão, a humildade, o autocontrolo e a franqueza. Estes votos ajudam o buscador a escapar das amarras cármicas, escapando assim do ciclo de nascimento e morte para alcançar a libertação.

#### Siquismo
A ética Sikh enfatiza a congruência entre o desenvolvimento espiritual e a conduta moral quotidiana. O seu fundador, Guru Nanak, resumiu esta perspetiva:
A verdade é a virtude mais elevada, mas ainda mais elevada é a vida verdadeira.
As Cinco virtudes do siquismo são Sat (verdade), Daya (compaixão), Santokh (contentamento), Nimrata (humildade) e Pyaar (amor).

## Opiniões dos filósofos modernos

### René Descartes
Para o filósofo racionalista René Descartes, a virtude consiste no raciocínio correto que deve nortear as nossas ações. Os homens deveriam buscar o soberano bem que Descartes, seguindo Zenão, identifica com a virtude, pois isso produz uma bem-aventurança ou prazer sólidos. Para Epicuro o bem soberano bem era o prazer, e Descartes diz que na verdade isso não está em contradição com o ensinamento de Zenão, porque a virtude produz um prazer espiritual, que é melhor que o prazer corporal. No que diz respeito à opinião de Aristóteles de que a felicidade depende dos bens da fortuna, Descartes não nega que estes bens contribuem para a felicidade, mas observa que estão em grande proporção fora do nosso próprio controlo, enquanto que a nossa mente está sob o nosso completo controlo.

### Immanuel Kant
Immanuel Kant, nasa suas Observações sobre o Sentimento do Belo e do Sublime, diz que a verdadeira virtude é diferente daquilo que comummente se acredita sobre ela. Na opinião de Kant, ser bondoso, benevolente e solidário não é a verdadeira virtude. O que torna uma pessoa verdadeiramente virtuosa é comportar-se de acordo com princípios morais.
Kant apresenta um exemplo: suponha que você se depara com uma pessoa necessitada na rua; se a sua simpatia o leva a ajudar essa pessoa, a sua resposta não ilustra a sua virtude. Neste exemplo, como você não tem condições de ajudar todos os necessitados, você comportou-se injustamente e isso está fora do domínio dos princípios e da verdadeira virtude. Kant aplica a abordagem dos quatro temperamentos para distinguir pessoas verdadeiramente virtuosas. Segundo Kant, entre todas as pessoas com temperamentos diversos, uma pessoa com um estado de espírito melancólico é a mais virtuosa, cujos pensamentos, palavras e ações são baseados em princípios.

### Friedrich Nietzsche
A visão de virtude de Friedrich Nietzsche baseia-se na ideia de uma ordem de classificação entre as pessoas. Para Nietzsche, as virtudes dos fortes são vistas como vícios pelos fracos e escravizados, portanto, a ética da virtude de Nietzsche é baseada na sua distinção entre moralidade senhorial e moralidade escrava. Nietzsche promove as virtudes daqueles que ele chama de “homens superiores”, pessoas como Goethe e Beethoven. As virtudes que ele elogia neles são os seus poderes criativos ("os homens de grande criatividade, os homens realmente grandes, segundo o meu entendimento":957). Segundo Nietzsche, estes tipos superiores são solitários, perseguem um "projeto unificador", reverenciam-se e são saudáveis e afirmadores da vida. Porque a mistura com o rebanho constitui uma base, o tipo superior “luta instintivamente por uma cidadela e um segredo onde seja salvo da multidão, dos muitos, da grande maioria…”. O "tipo superior" também "busca instintivamente responsabilidades pesadas" na forma de uma “ideia organizadora” da sua vida, que os impulsiona ao trabalho artístico e criativo e lhes dá saúde e força psicológica. O facto de os tipos superiores serem "saudáveis" para Nietzsche não se refere tanto à saúde física quanto à resiliência e fortaleza psicológicas. Finalmente, alguém do “tipo Superior” afirma a vida porque está disposto a aceitar o eterno retorno da sua vida e afirmá-lo para sempre e incondicionalmente.
Na última seção de Para Além do Bem e do Mal, Nietzsche esboça os seus pensamentos sobre as virtudes nobres e coloca a solitude como uma das virtudes mais elevadas:
E manter o controlo sobre as suas quatro virtudes: coragem, perspicácia, compaixão, solitude. Porque a solitude é para nós uma virtude, pois é uma sublime inclinação e impulso à limpeza que mostra que o contacto entre as pessoas (“sociedade”) torna inevitavelmente as coisas impuras. Em algum lugar, em algum momento, toda a comunidade transforma as pessoas em “base”.
Nietzsche também vê a veracidade como uma virtude:
A honestidade genuína, assumindo que esta é a nossa virtude e dela não nos podemos livrar, nós, espíritos livres – pois então, quereremos trabalhar nisso com todo o amor e malícia à nossa disposição e não nos cansarmos de nos ‘aperfeiçoarmos’ na nossa virtude, a única que nos resta: que a sua glória descanse como um brilho dourado e azul da zombaria sobre esta cultura envelhecida e a sua seriedade monótona e sombria!

### Benjamin Franklin

Virtude, com uma lança na mão, com o pé na forma prostrada da Tirania no Grande Selo da Virgínia

Estas são as virtudes que Benjamin Franklin utilizou para desenvolver o que chamou de “perfeição moral”. Ele tinha uma lista de verificação num caderno para medir a cada dia como ele cumpria as suas virtudes.

Elas ficaram conhecidas através da autobiografia de Benjamin Franklin:

1. Temperança: Coma sem entorpecimento. Beba não à elevação.
2. Silêncio: Não fale senão o que pode beneficiar os outros ou a si mesmo. Evite conversas insignificantes.
3. Ordem: Deixe todas as suas coisas terem os seus lugares. Deixe que cada parte do seu negócio tenha o seu tempo.
4. Determinação: Resolva fazer o que você deve. Execute sem falhar o que você resolver.
5. Frugalidade: Não faça nenhuma despesa a não ser fazer o bem aos outros ou a si mesmo; ou seja, não desperdice nada.
6. Indústria: Não perca tempo. Esteja sempre empregado em algo útil. Elimine todas as ações desnecessárias.
7. Sinceridade: Não use enganos prejudiciais. Pense inocente e justamente; e, se você falar, fale de acordo.
8. Justiça: Enganar ninguém, fazendo lesões ou omitindo os benefícios que são o seu dever.
9. Moderação: Evite extremos. Evite ressentir-se de lesões tanto quanto você acha que elas merecem.
10. Limpeza: Não tolerar sujidade no corpo, nas roupas ou na habitação.
11. Tranquilidade: Não se deixe perturbar por ninharias, ou por acidentes comuns ou inevitáveis.
12. Castidade: Raramente use venérea, exceto para saúde ou prole; Nunca à apatia, fraqueza ou prejuízo à sua própria paz ou reputação ou à paz ou reputação de outra pessoa.
13. Humildade: Imite Jesus e Sócrates.

## Opiniões contemporâneas

### Virtudes como emoções
Marc Jackson no seu livro Emotion and Psyche identifica as virtudes como o que ele chama de boas emoções: “O primeiro grupo composto por amor, bondade, alegria, fé, admiração e piedade é bom”. Estas virtudes diferem dos relatos mais antigos das virtudes porque não são traços de caráter expressos pela ação, mas emoções que devem ser sentidas e desenvolvidas pelo sentimento e não pela ação.
Immanuel Kant, nas suas Observações sobre o Sentimento do Belo e do Sublime, prevê e responde à visão de Marc Johnson das emoções como virtudes. Ser bondoso, benevolente e solidário não é a verdadeira virtude, pois alguém age apenas episodicamente, motivado por apaziguar aqueles sentimentos naturalmente limitados, como na presença, por exemplo, de uma pessoa necessitada na rua: nesse caso, nós não agimos por um motivo universal, mas simplesmente como uma resposta para acabar com uma angústia particular, individual e pessoal que surgiu em nós pelos nossos próprios sentimentos.

### Na psicologia moderna
Christopher Peterson e Martin Seligman, dois importantes investigadores em psicologia positiva, reconhecendo a deficiência inerente à tendência da psicologia de se concentrar na disfunção e não no que torna uma personalidade saudável e estável, decidiram desenvolver uma lista de “Forças de Caráter e Virtudes”. Após três anos de estudo, 24 traços (classificados em seis grandes áreas de virtude) foram identificados, tendo "uma quantidade surpreendente de semelhança entre culturas e indicando fortemente uma convergência histórica e intercultural". Estas seis categorias de virtude são coragem, justiça, humanidade, temperança, transcendência e sabedoria. Alguns psicólogos sugerem que estas virtudes são adequadamente agrupadas em menos categorias; por exemplo, as mesmas 24 características foram agrupadas simplesmente em: Forças Cognitivas, Forças de Temperança e Forças Sociais.

## Vício como oposto
O oposto de uma virtude é um vício. O vício é uma prática habitual e repetida de transgressão. Uma forma de organizar os vícios é como a corrupção das virtudes.
Como observou Aristóteles, no entanto, as virtudes podem ter vários opostos. As virtudes podem ser consideradas o meio-termo entre dois extremos, como diz a máxima latina in medio stat virtus —no centro está a virtude. Por exemplo, tanto a cobardia quanto a temeridade são opostos à coragem; contrários à prudência são o excesso de cautela e a cautela insuficiente; os opostos do orgulho (uma virtude) são a humildade indevida e a vaidade excessiva. Uma virtude mais "moderna", a tolerância, pode ser considerada o meio-termo entre os dois extremos da estreiteza de espírito, por um lado, e da aceitação excessiva, por outro. Os vícios podem, portanto, ser identificados como os opostos das virtudes – mas com a ressalva de que cada virtude pode ter muitos opostos diferentes, todos distintos uns dos outros.